# 髙信幸男
- 高信幸男

髙信 幸男（たかのぶ ゆきお、1956年〈昭和31年〉8月10日 - ）は、日本の名字研究家、司法書士、作家。日本家系図学会理事。元国家公務員（法務省法務局職員）。茨城県久慈郡大子町出身、水戸市在住。

## 経歴
茨城県立大子第一高等学校時代からの趣味で名字研究を始める。法務省法務局職員として長らく戸籍の業務に携わる。水戸地方法務局・札幌法務局・さいたま地方法務局・甲府地方法務局・東京法務局・横浜地方法務局にて勤務。県や市町村、大学等での講演、テレビ・ラジオなどの番組客演や監修に協力。
2017年3月に法務省を退官。以降は、司法書士を本業としつつ、フリーの名字研究家として活動している。
後年はバラエティ番組『沸騰ワード10』にて、「はんのひでしま」店主の秀島徹との対決企画が定期的に特集として組まれて話題となり、名字の由来を世に紹介する文化的な側面で貢献している。

## 著作
- 『難読稀姓辞典』日本加除出版、1993年 ISBN 978-4817811080
- 『名字歳時記―季節でたどる名字の話』日本加除出版、1999年 ISBN 978-4817812025
- まんがタイムコミックスMNシリーズ『珍名さん』（作画：柏屋コッコ）芳文社、2013年 ISBN 978-4832251526
- 『難読 珍名 日本人の名字 クイズ』ダイアプレス、2017年 ISBN 978-4802303521
- 『日本全国歩いた! 調べた! トク盛り「名字」丼』柏書房、2019年 ISBN 978-4760150892
- 『ご当地珍名見つけ隊～髙信先生の全国行脚～』恒春閣、2023年 ISBN 978-4910899060

## 出演
（定期出演のみ）
- 沸騰ワード10「名字頂上決戦」（2017年12月から、日本テレビ系）
- いば6「おしえて髙信先生！」（2022年から、NHK水戸）[1]